# オヴィド・ドクロリ

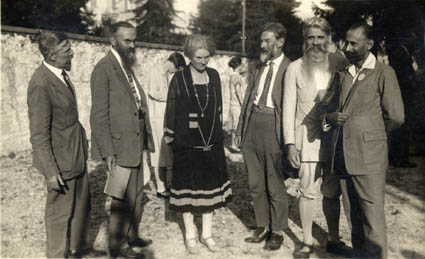
1920年代の世界新教育連盟の大会の際の記念写真。中央の女性がベアトリス・エンソア。それ以外の人物は、左からドクロリ、ピエール・ボヴェ、エドウァール・クラパレード、パウル・ゲヘープ、アドルフ・フェリエール。撮影者不明。写真提供は、ジェレミー・エンソア。

オヴィド・ドクロリ （Jean-Ovide Decroly、1871年7月23日 - 1932年）は、ベルギーの神経内科医、教育学者、心理学者。オースト＝フランデレン州 Ronse 出身。ヘント大学で医学を学び、1898年半年、ベルリン大学に留学、一般栄養における毒素と抗毒素についての研究を行う。その後、ブリュッセルの神経科病院に勤務し、精神障害を持つ障害児の治療に従事する。
ドクロリは、1907年ハーミティッジ・スクールを開校する。彼はフリーメイソンに属し、ブリュッセルのグランドオリエント・オブ・ベルギーのLes Amis Philanthropesというフリーメイソン組織の一員であった。

## ドクロリ・プラン
ドクロリ・プランは、子どもの具体的なケースにおいて、その基本の原則は生物的な有機体の社会適応にあるとしている。つまるところ、子どもに「生物社会的な」ニーズを充足してやるためには学校生活を通しての訓練が必要不可欠であるというのである。

## ドクロリ・スクール
ドクロリの創立になる学校は、今日まだ存続している。また彼の名前にちなんで命名された学校もわずかではあるが、存在する。これらの学校はすべてが共通した教育システムを持っているわけではなく、また特別ドクロリの教育方法に従っているわけでもない。